# Вулька-Мала (Високомазовецький повіт)
Вулька-Мала (пол. Wólka Mała) — село в Польщі, у гміні Високе-Мазовецьке Високомазовецького повіту Підляського воєводства.
Населення — 26 осіб (2011).
У 1975-1998 роках село належало до Ломжинського воєводства.

## Демографія
Демографічна структура станом на 31 березня 2011 року:
|          | Загалом | Допрацездатний вік | Працездатний вік | Постпрацездатний вік |
| -------- | ------- | ------------------ | ---------------- | -------------------- |
| Чоловіки | 15      | 1                  | 13               | 1                    |
| Жінки    | 11      | 1                  | 5                | 5                    |
| Разом    | 26      | 2                  | 18               | 6                    |